# Haloceratidae
Haloceratidae là một họ ốc biển, là động vật thân mềm chân bụng sống ở biển trong nhánh Littorinimorpha.

## Chi
Genera thuộc họ Haloceratidae include:
- Chi Haloceras W.H. Dall, 1889
  - Haloceras carinata Jeffreys, 1883
  - Haloceras cingulata Verrill, 1884
  - Haloceras laxa Jeffreys, 1885
  - Haloceras mediocostata Dautzenberg & H. Fischer, 1896
  - Haloceras tricarinata Jeffreys, 1885
- Chi Zygoceras